# Gornja Motičina
Gornja Motičina – wieś w Chorwacji, w żupanii osijecko-barańskiej, w gminie Donja Motičina. W 2011 roku liczyła 49 mieszkańców.